# Dragon de Powell
Harpyia powelli
Espèce
Le dragon de Powell (Harpyia powelli) est un lépidoptère appartenant à la famille des Notodontidae.
- Répartition : Algérie.
- Envergure du mâle : 19 à 20 mm.
- Période de vol : mai.
- Habitat : bois de chênes.
- Plantes-hôtes : Quercus.
- Synonyme : Hybocampa powelli Oberthür, 1912.

## Source
- P.C. Rougeot, P. Viette, Guide des papillons nocturnes d'Europe et d'Afrique du Nord, Delachaux et Niestlé, Lausanne 1978.